# Presses du Village
Les Presses du Village est une maison d'édition française spécialisée dans la littérature régionale. Fondée en 1990 par Christian de Bartillat, écrivain, ancien directeur de collections chez Stock, elle est située à Étrépilly en Seine-et-Marne.
La maison d'édition Presses du Village a contribué à faire revivre l'histoire de cette région, mais également à permettre à de nombreux historiens animés d'une passion commune à la faire partager. Des écrivains et poètes comme Jean Perrin, Denis Vincent figurent à son catalogue.
Depuis décembre 2010, les Presses du Village sont en cessation d'activité. 
Fortement déficitaire, la société a été dissoute le 12 février 2013. 